# Anatole Saderman
Anatole Saderman (6. března 1904 Moskva, Rusko – 31. října 1993 Buenos Aires, Argentina) byl argentinský fotograf ruského původu se specializací na portrétní fotografii. Svým dílem se řadí mezi klasiky, jako jsou Horacio Coppola, Grete Stern, Juan Di Sandro nebo Annemarie Heinrich.

## Životopis
Narodil se v Moskvě, kde absolvoval základní studium a ve čtrnácti letech emigroval s rodinou do Minsku, v roce 1921 do Lodže a odtud do Berlína. Následoval vzestup moci Hitlera a rodina se stěhovala do Paraguaye, poté na Uruguay. V roce 1926 pořídil Anatole Saderman své první fotografie, učil se portrétovat svého učitele Nikolaje Jaroboffa v Montevideo, když pracoval jako pouliční fotograf. V roce 1927 se přestěhoval do Asunciónu, kde pracoval ve studiu Electra, ve kterém vydržel až do roku 1929. V roce 1932 se přestěhoval do Buenos Aires do studia Van Dyck, ale o dva roky později si otevřel vlastní studio v Avenida Callao 1066.
V roce 1953 vstoupil do argentinské skupiny Carpeta de los diez (Portfolio deset), ve které si fotografové komentovali svá díla, vyměňovali zkušenosti a organizovali výstavy. Schůzek se účastnili také Annemarie Heinrich, Juan Di Sandro, Hans Mann, Jorge Friedman, Alex Klein, Fred S. Schiffer, Ilse Mayer, José Malandrino, Max Jacoby, Pinélides Fusco, Eduardo Colombo, Augusto Valmitjana nebo Boreslaw Senderowicz. Díky skupině uspořádal svou první výstavu v roce 1954. V letech 1962–1966 žil v Římě, kde vystavoval městské krajiny v galerii Nova Pesa. Po návratu do Argentiny uskutečnil několik výstav. Portrétoval také řadu umělců mezi kterými byli například Borges, Emil Ludwig, Pier Paolo Pasolini, Pablo Neruda, Pablo Casals nebo Nicolás Guillén.
V roce 1982 získal cenu premio Konex. V roce 1984 byl jmenován Váženým občanem hlavního města Buenos Aires.

## Galerie

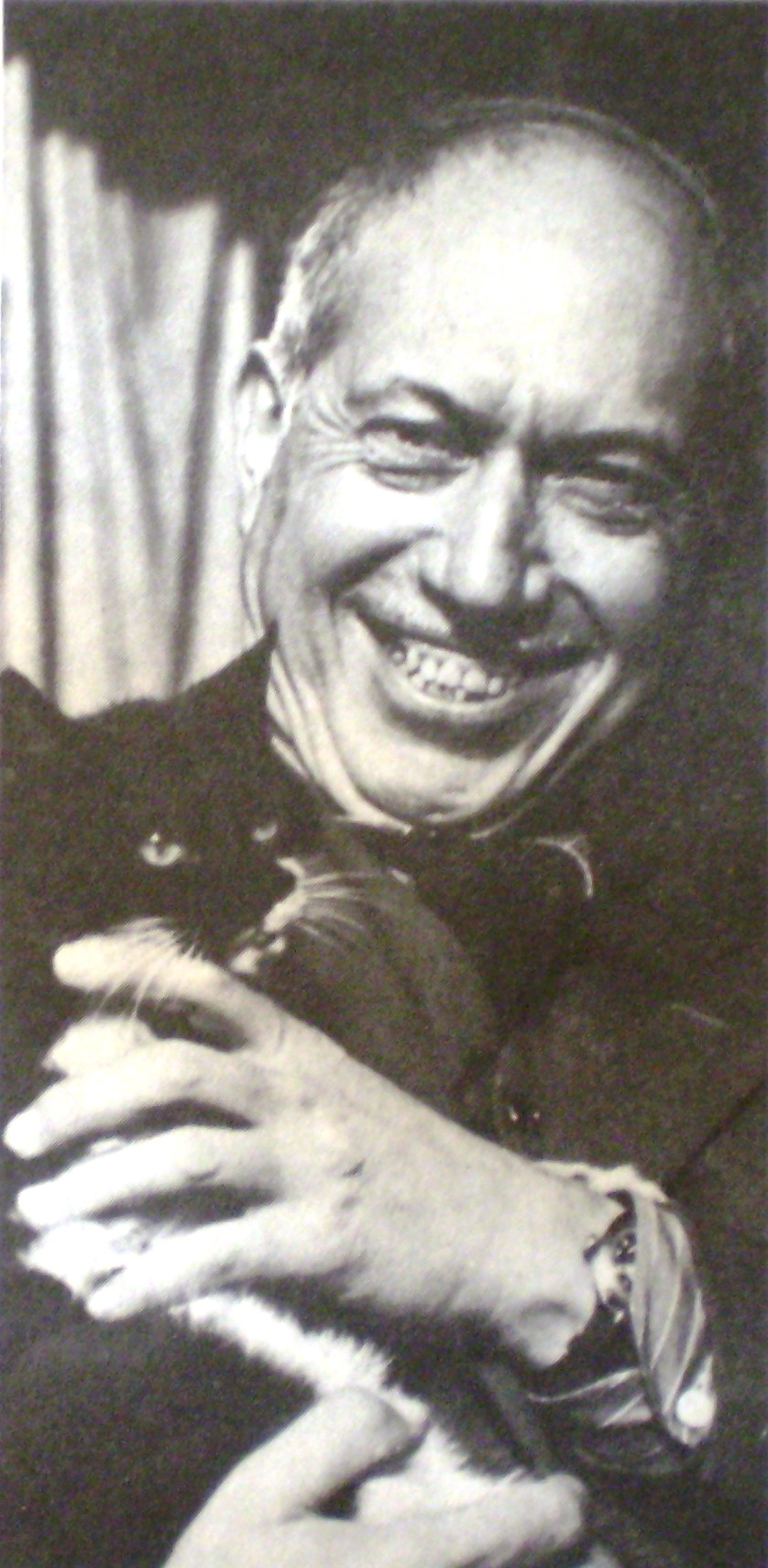
Miguel Carlos Victorica
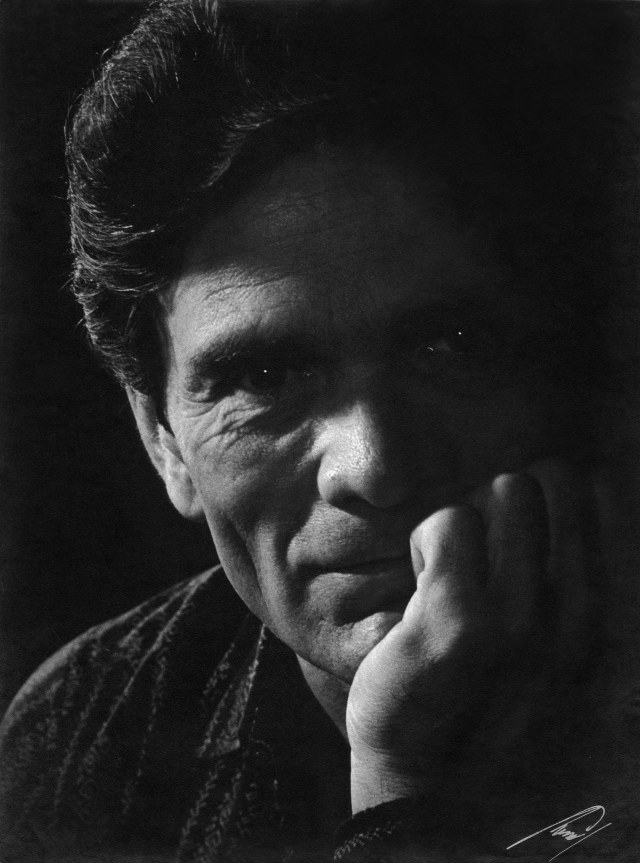
Pier Paolo Pasolini, 1962
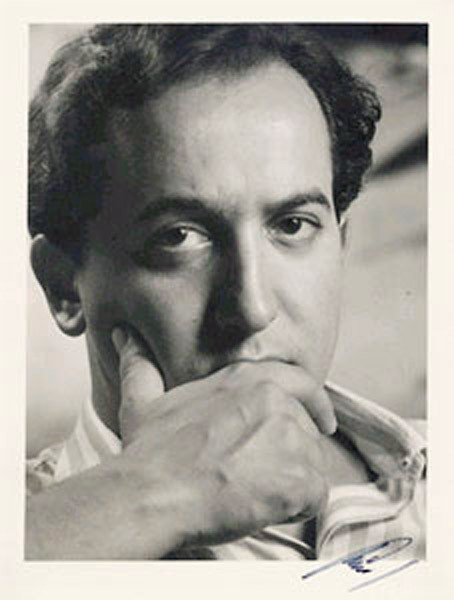
Humberto Rivas
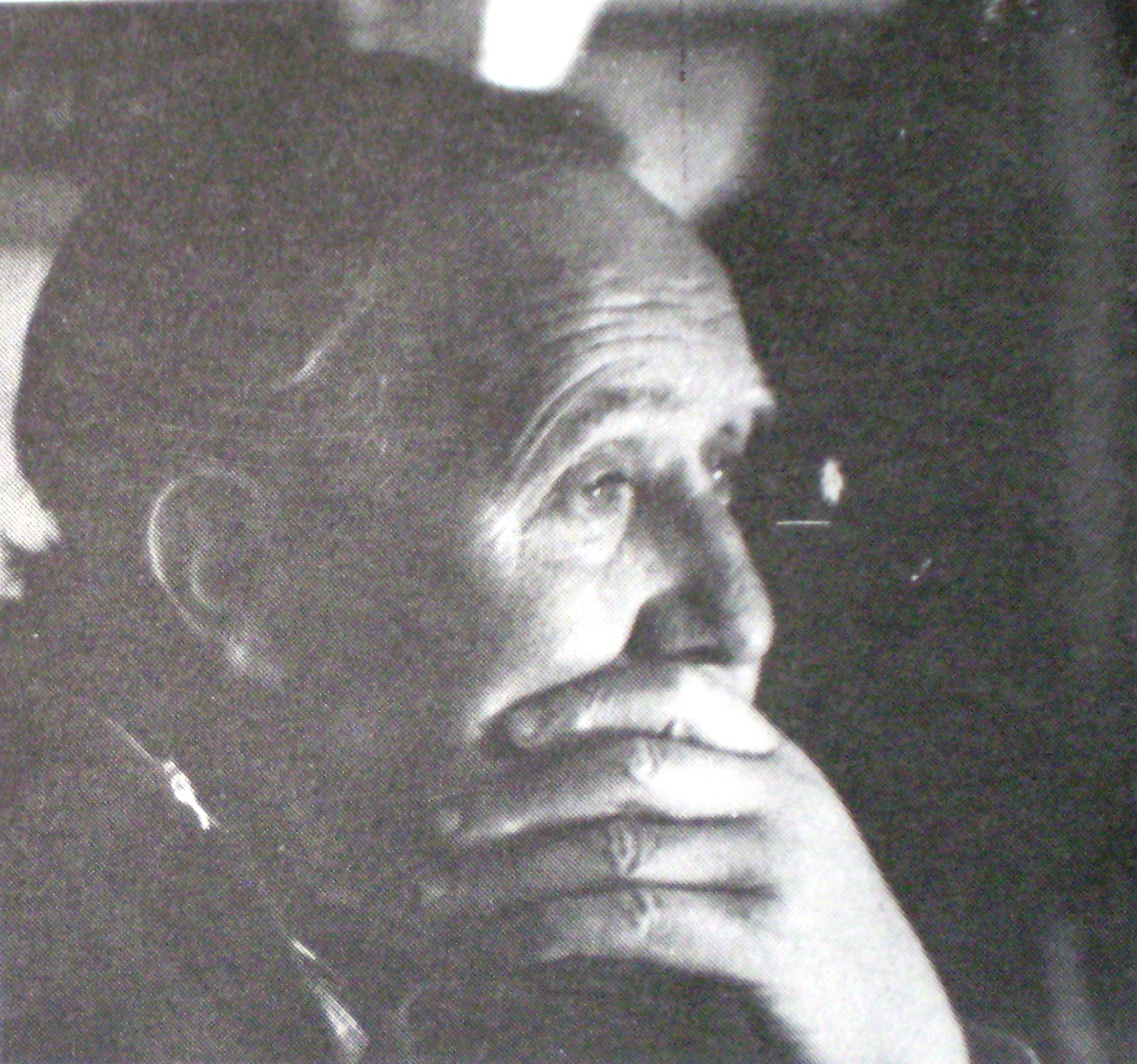
Lino Enea Spilimbergo
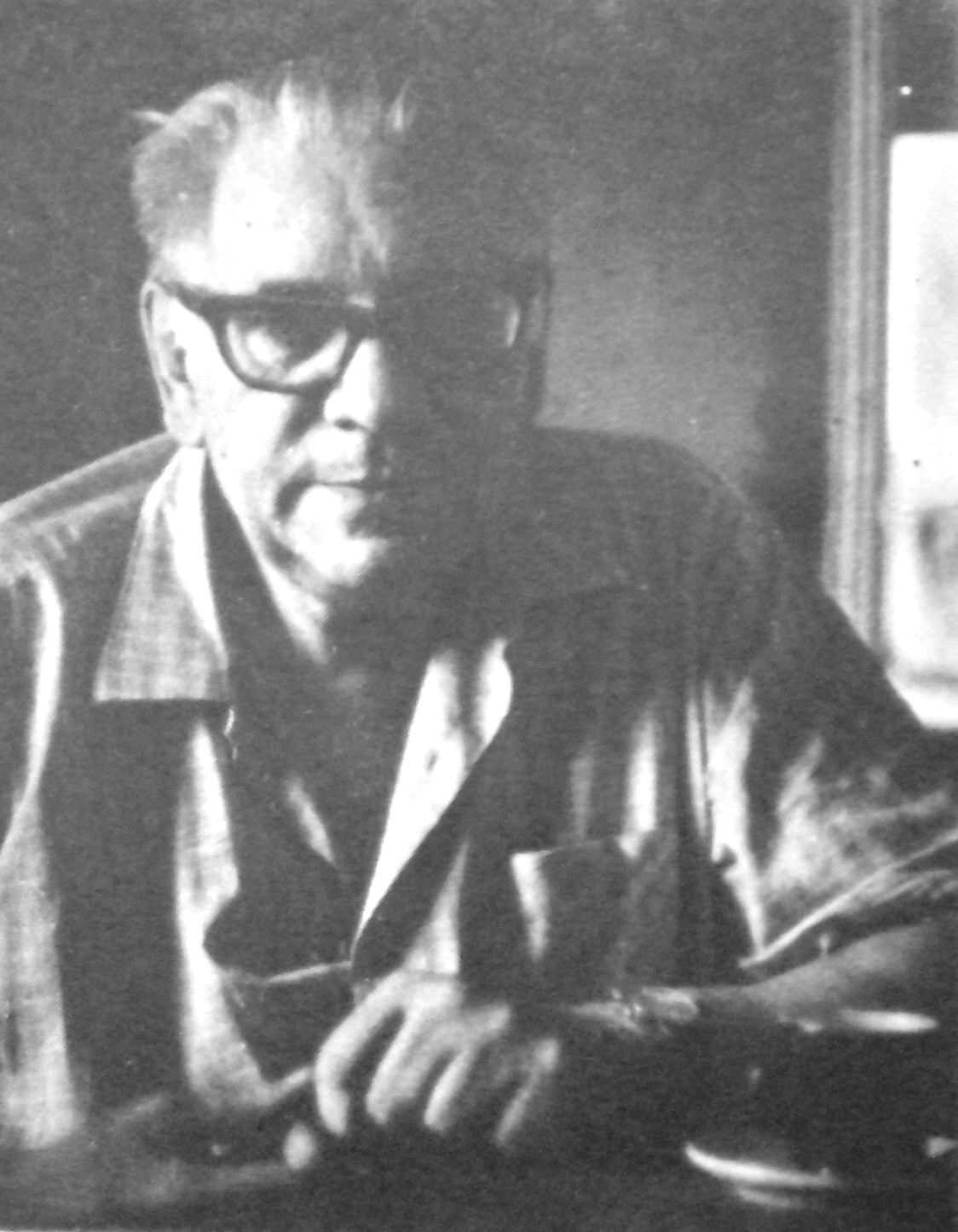
Luis Seoane
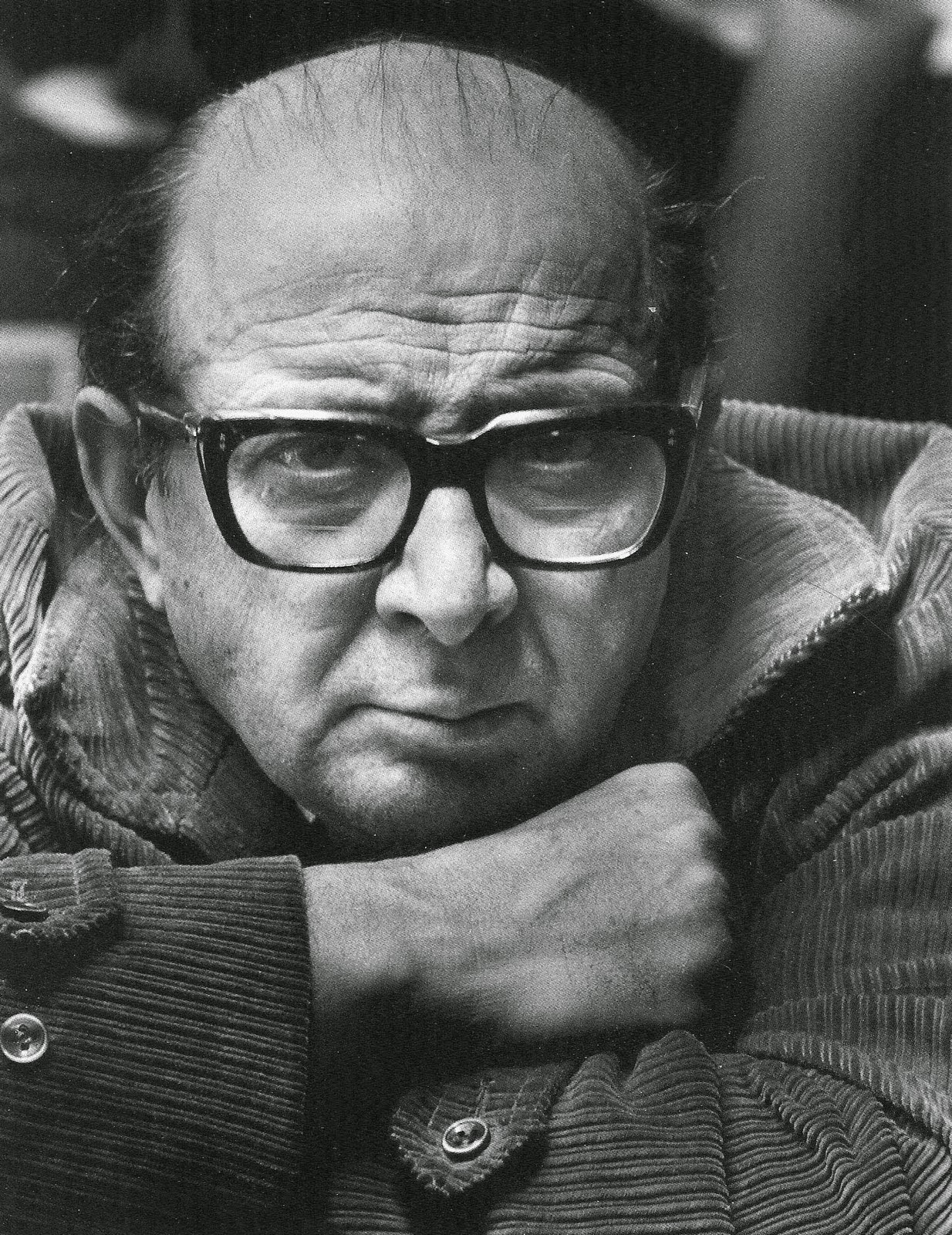
Antonio Berni, 1971
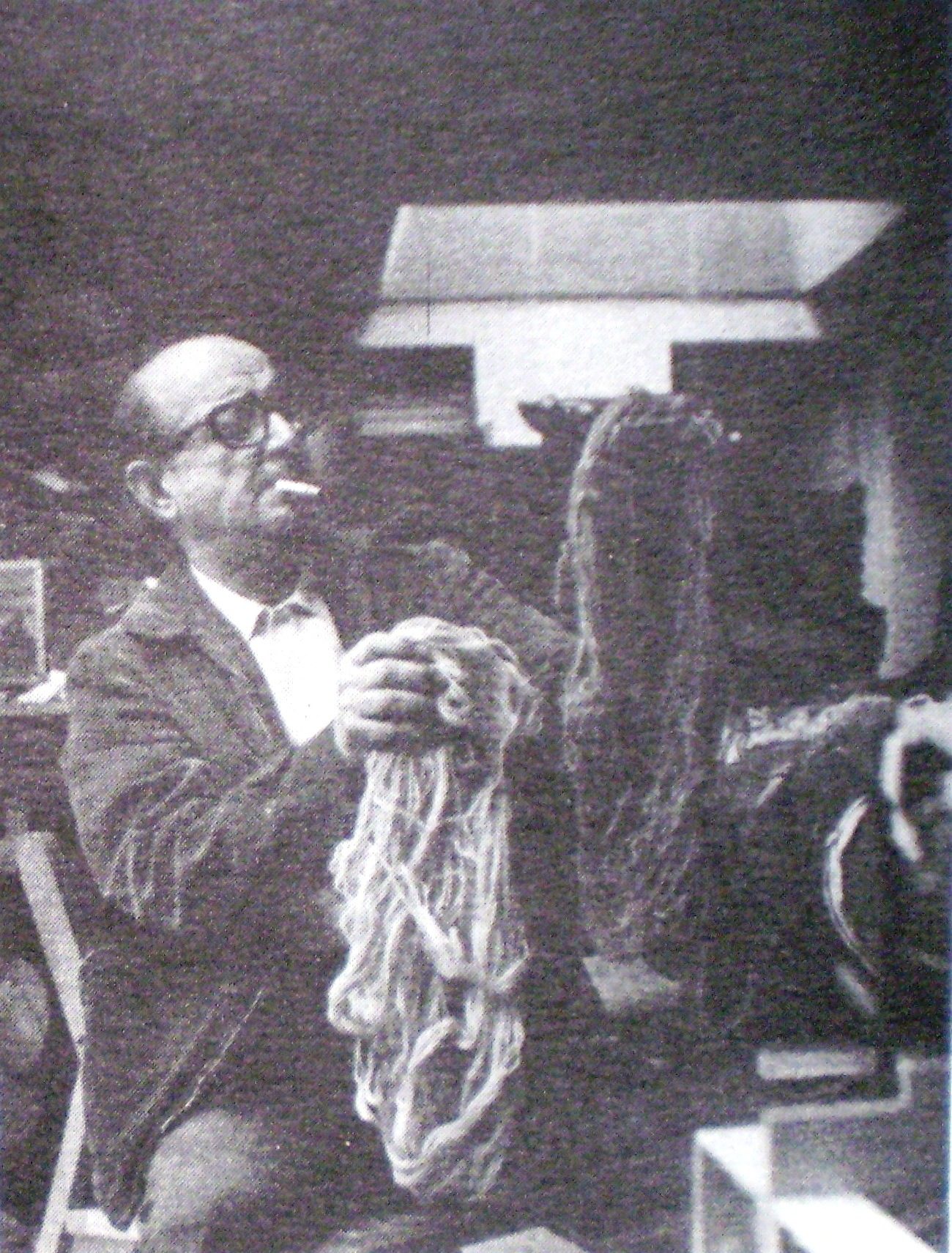
Antonio Berni
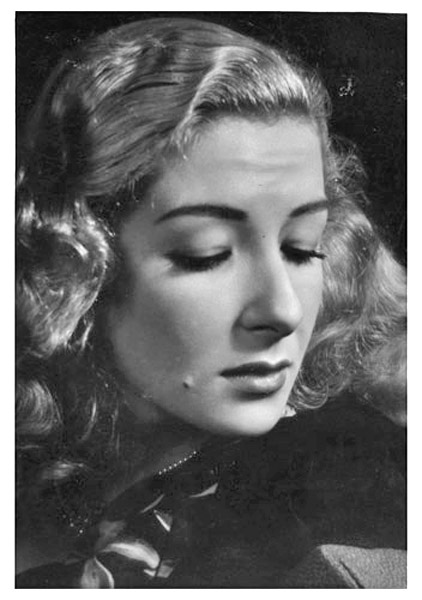
Bertha Moss
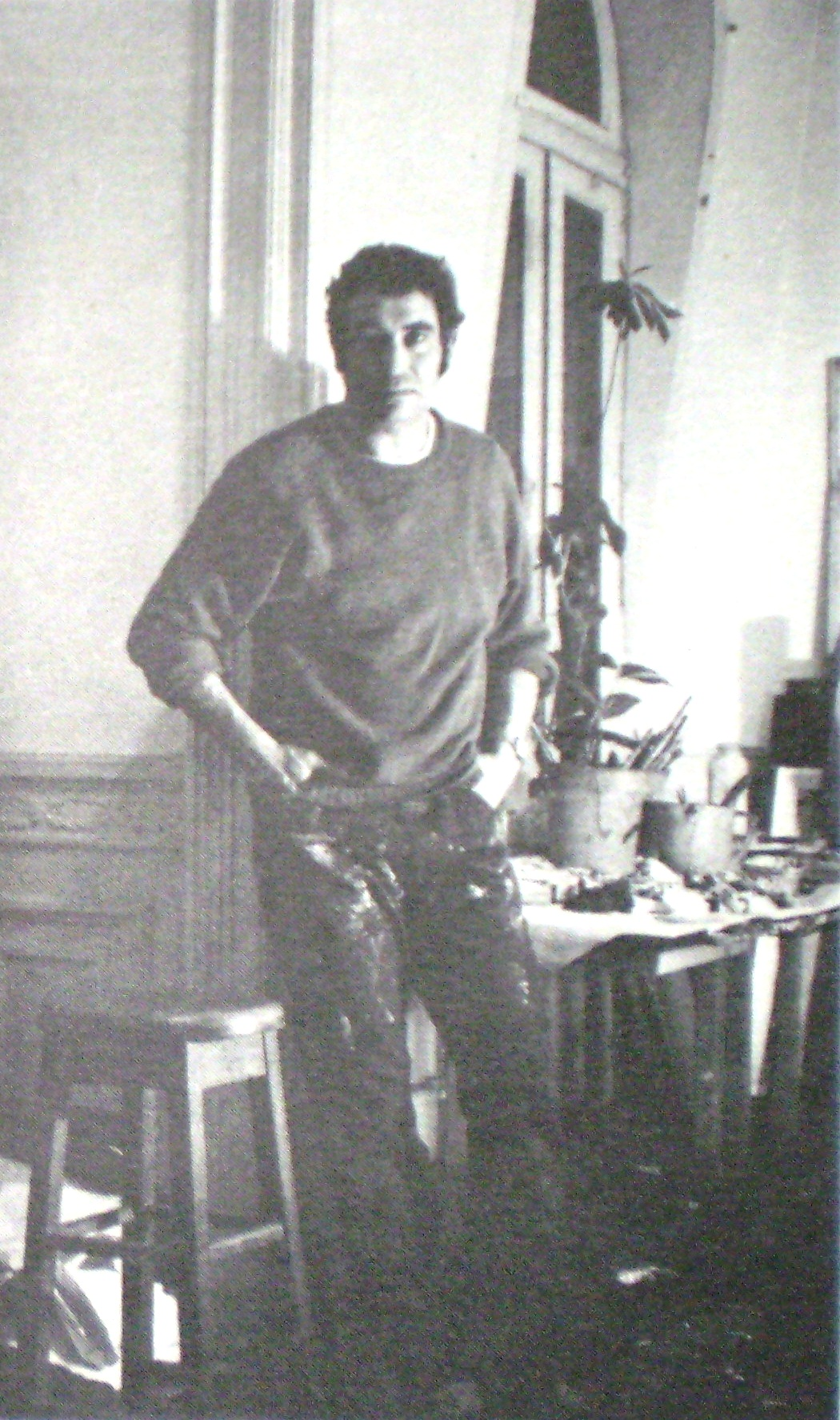
Carlos Alonso
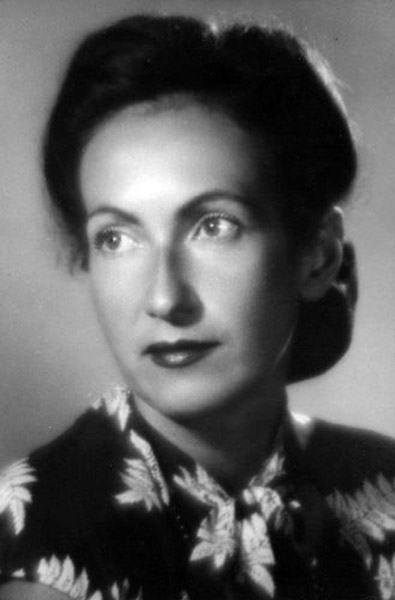
Clara Oyuela